# R-500 (missile)
L' R-500 (in cirillico: P-500; nome in codice NATO: SSC-7 Southraw), anche noto con la denominazione 9M728, è un missile da crociera di origine e fabbricazione russa, sviluppato negli anni duemila dall'OKB Novator ed entrato in servizio presso le forze armate della Federazione Russa nel 2013.
Progettato per neutralizzare obiettivi sensibili collocati in profondità del territorio avversario, è impiegato dal sistema missilistico Iskander nella configurazione Iskander-K a due tubi di lancio.
Alcune voci avvicinano l'R-500 al missile SSC-8 Screwdriver, sua presunta versione modificata con gittata di oltre 2.000 km; lo schieramento da parte russa dell'SSC-8 nel 2018 ha provocato l'uscita degli Stati Uniti dal Trattato INF, nonostante la violazione di quest'ultimo non sia stata accertata inequivocabilmente.
Nel 2017 è stato immesso in servizio il primo R-500 equipaggiato con testata nucleare.
Al 2021, è in servizio nei ranghi delle forze armate della Federazione Russa.

## Storia
Lo sviluppo del razzo R-500 è iniziato nel 1996 presso l'OKB Novator di Yekaterinburg.
I primi test dell'R-500 si sono svolti il 29 maggio 2007 presso il poligono di Kapustin Yar. Il razzo è stato lanciato con successo dal complesso Iskander-K.
Il 19 settembre 2015, durante l'esercitazione Zentr-2015, un complesso della 92ª brigata missilistica ha effettuato il primo lancio di combattimento di un missile da combattimento 9M728 nel distretto militare centrale.

## Utilizzatori
Russia
- dal 2011, almeno 12 lanciatori semoventi 9P78-1 Iskander-K schierati nel 2013.